# Sonny Terry
Saunders Terrell (eventuellt Tedell), artistnamn Sonny Terry, född den 24 oktober 1911 i Greensboro, Georgia, död den 11 mars 1986 i Mineola, New York, var en amerikansk folkmusiker och munspelsartist/sångare. Vid sexton års ålder blev Sonny Terry blind och därefter livnärde han sig som musiker. Han spelade tillsammans med Blind Boy Fuller, och efter dennes död 1941, samarbetade han, från 1940, med Brownie McGhee (gitarr och sång) och de fortsatte därefter att spela tillsammans i fyrtio år. 1982 tilldelades de båda ett National Heritage Fellowship. Sonny Terry valdes in i Blues Hall of Fame 1986.